# فهرست فرودگاه‌های تاجیکستان

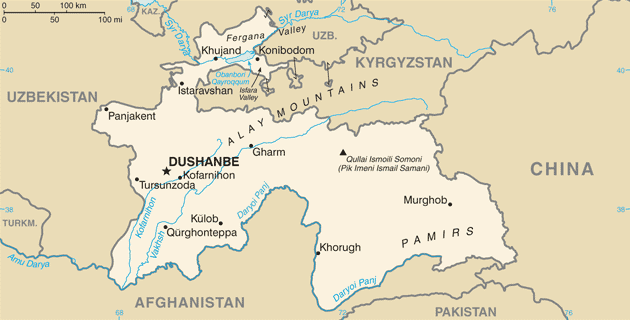
نقشهٔ تاجیکستان

فهرست فرودگاه‌های تاجیکستان، مرتب‌شده بر پایهٔ مکان.

## فهرست
| شهر            | استان                         | ایکائو | یاتا  | نام فرودگاه                | مختصات                                                         |
| عمومی          | عمومی                         | عمومی  | عمومی | عمومی                      | عمومی                                                          |
| -------------- | ----------------------------- | ------ | ----- | -------------------------- | -------------------------------------------------------------- |
| عینی           | استان سغد                     |        |       | فرودگاه عینی               | ۳۹°۲۴′۱۴″ شمالی ۰۶۸°۳۱′۲۶″ شرقی / ۳۹٫۴۰۳۸۹°شمالی ۶۸٫۵۲۳۸۹°شرقی |
| دوشنبه         | ناحیه‌های تابع جمهوری          | UTDD   | DYU   | فرودگاه بین‌المللی دوشنبه   | ۳۸°۳۲′۳۶″ شمالی ۰۶۸°۴۹′۳۰″ شرقی / ۳۸٫۵۴۳۳۳°شمالی ۶۸٫۸۲۵۰۰°شرقی |
| غرم            | ناحیه‌های تابع جمهوری          |        |       | فرودگاه غرم                | ۳۹°۰۰′۱۴″ شمالی ۰۷۰°۱۷′۲۹″ شرقی / ۳۹٫۰۰۳۸۹°شمالی ۷۰٫۲۹۱۳۹°شرقی |
| اسفره          | استان سغد                     |        |       | فرودگاه اسفره              | ۴۰°۰۷′۱۸″ شمالی ۰۷۰°۳۹′۵۵″ شرقی / ۴۰٫۱۲۱۶۷°شمالی ۷۰٫۶۶۵۲۸°شرقی |
| خاروغ          | ولایت خودمختار کوهستان بدخشان | UTOD   |       | فرودگاه خاروغ              | ۳۷°۳۰′۰۸″ شمالی ۰۷۱°۳۰′۴۸″ شرقی / ۳۷٫۵۰۲۲۲°شمالی ۷۱٫۵۱۳۳۳°شرقی |
| خجند           | استان سغد                     | UTDL   | LBD   | فرودگاه خجند               | ۴۰°۱۲′۵۵″ شمالی ۰۶۹°۴۱′۴۰″ شرقی / ۴۰٫۲۱۵۲۸°شمالی ۶۹٫۶۹۴۴۴°شرقی |
| کولاب          | استان ختلان                   | UTDK   | TJU   | فرودگاه کولاب              | ۳۷°۵۹′۰۰″ شمالی ۰۶۹°۴۸′۰۰″ شرقی / ۳۷٫۹۸۳۳۳°شمالی ۶۹٫۸۰۰۰۰°شرقی |
| مرغاب          | ولایت خودمختار کوهستان بدخشان |        |       | فرودگاه مرغاب              | ۳۸°۱۱′۲۵″ شمالی ۰۷۴°۰۱′۲۹″ شرقی / ۳۸٫۱۹۰۲۸°شمالی ۷۴٫۰۲۴۷۲°شرقی |
| پنجکنت         | استان سغد                     |        |       | فرودگاه پنجکنت             | ۳۹°۲۹′۰۲″ شمالی ۰۶۷°۳۶′۱۲″ شرقی / ۳۹٫۴۸۳۸۹°شمالی ۶۷٫۶۰۳۳۳°شرقی |
| قرغان‌تپه       | استان ختلان                   | UTDT   | KQT   | فرودگاه بین‌المللی قرغان‌تپه | ۳۷°۵۱′۴۴″ شمالی ۰۶۸°۵۱′۴۶″ شرقی / ۳۷٫۸۶۲۲۲°شمالی ۶۸٫۸۶۲۷۸°شرقی |
| نظامی          |                               |        |       |                            |                                                                |
| فرخار          | استان ختلان                   |        |       | پایگاه هوایی فرخار         | ۳۷°۲۸′۱۱″ شمالی ۰۶۹°۲۲′۵۱″ شرقی / ۳۷٫۴۶۹۷۲°شمالی ۶۹٫۳۸۰۸۳°شرقی |
| حصار           | ناحیه‌های تابع جمهوری          |        |       | پایگاه هوایی حصار          | ۳۸°۳۰′۴۴″ شمالی ۰۶۸°۴۰′۲۰″ شرقی / ۳۸٫۵۱۲۲۲°شمالی ۶۸٫۶۷۲۲۲°شرقی |
| مسکووسکی / پنج | استان ختلان                   |        |       | پایگاه هوایی مسکووسکی      | ۳۷°۳۸′۲۵″ شمالی ۰۶۹°۳۸′۴۷″ شرقی / ۳۷٫۶۴۰۲۸°شمالی ۶۹٫۶۴۶۳۹°شرقی |